# Phoebe (thần thoại)

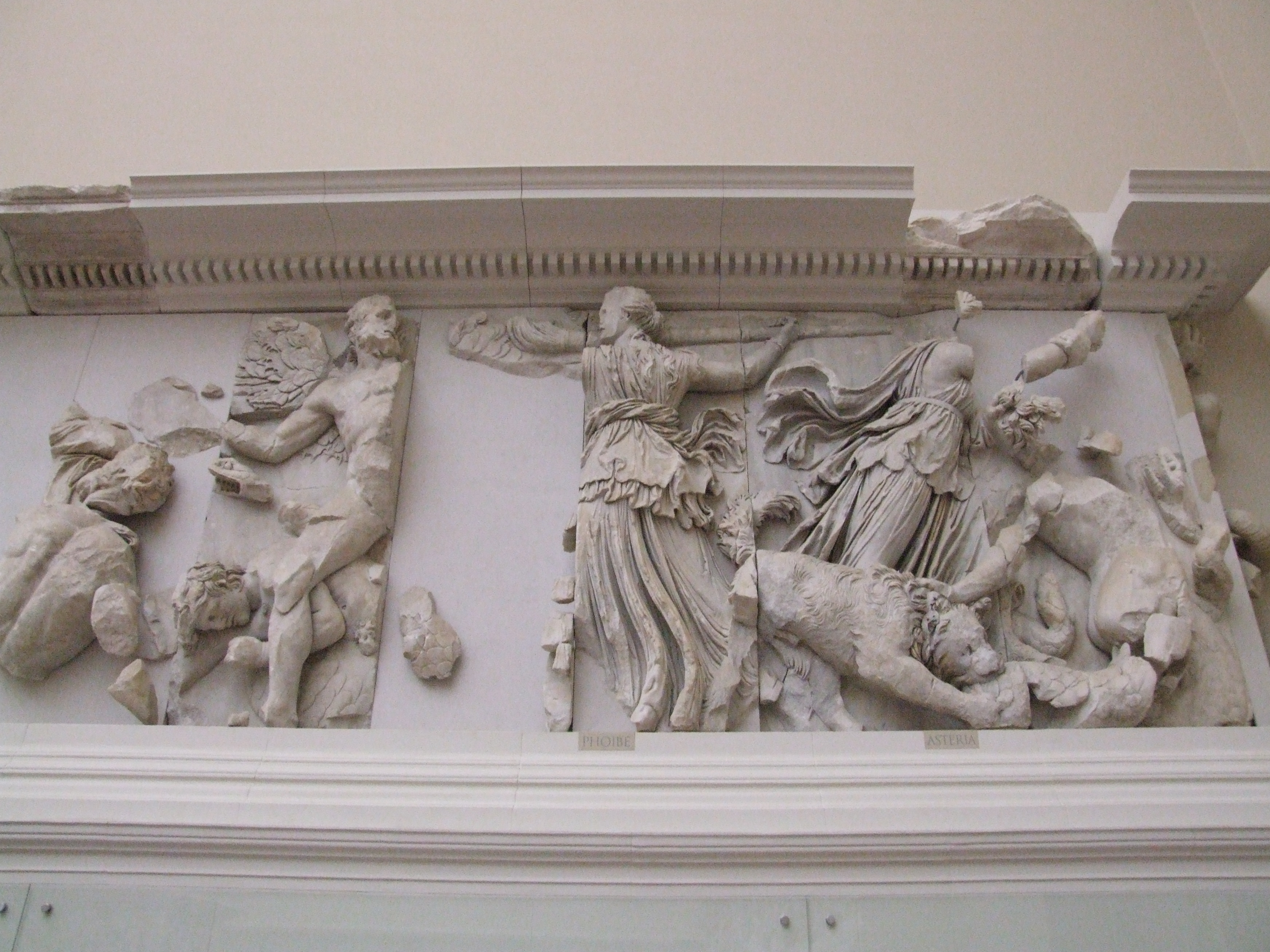
Nữ thần Phoebe, Asteria, Pergamonaltar

Phoebe (tiếng Hy Lạp: Φοιβη) là một nữ thần trong các thần khổng lồ (Titan) của thần thoại Hy Lạp (con của Uranus và Gaia). Ở châu Âu, người ta thường gắn nữ thần này với Mặt Trăng. Với Coeus, Phoebe sinh ra Leto và Asteria; rồi Leto lấy thần Zeus sinh ra Apollo và Artemis. Phoebe nhận quyền kiểm soát Đền thiêng ở Delphi từ Thetis, theo như huyền thoại của các nguồn sử liệu ít ỏi.